# Valencianas de Juncos 2010
Questa voce raccoglie le informazioni riguardanti le Valencianas de Juncos nella stagione 2010.

## Organigramma societario
Area direttiva
- Presidente: Ernesto Camacho

Area tecnica
- Allenatore: David Alemán
- Assistente allenatore: Victor Vásquez

## Rosa
| N° | Nome                | Ruolo | Data di nascita  | Nazionalità sportiva |
| -- | ------------------- | ----- | ---------------- | -------------------- |
| 1  | Carol Rodríguez     | S/O   | -                | Porto Rico           |
| 2  | Stephanie Pérez     | P     | 23 marzo 1995    | Porto Rico           |
| 3  | Erica Lott          | S/O   | 18 ottobre 1984  | Stati Uniti          |
| 4  | Juliana Santiago    | S     | -                | Porto Rico           |
| 5  | Carlota Bonafont    | S     | -                | Porto Rico           |
| 6  | Kelly-Anne Billingy | S     | 15 maggio 1986   | Trinidad e Tobago    |
| 7  | Doris Torresola     | P     |                  | Porto Rico           |
| 8  | Dolly Meléndez      | P     | 16 marzo 1984    | Porto Rico           |
| 9  | Sheila Ocasio       | C     | 17 novembre 1982 | Porto Rico           |
| 10 | Kelly Wing          | S     | 13 agosto 1983   | Stati Uniti          |
| 12 | Rayma Robles        | C     | 15 maggio 1984   | Porto Rico           |
| 13 | Sol González        | C     | 13 gennaio 1990  | Porto Rico           |
| 14 | Gretchen Meléndez   | L     | -                | Porto Rico           |
| 15 | Melanie Pérez       | L     | -                | Porto Rico           |

## Statistiche

### Statistiche di squadra
| Competizione | Punti | In casa | In casa | In casa | In trasferta | In trasferta | In trasferta | Totale | Totale | Totale |
| Competizione | Punti | G       | V       | P       | G            | V            | P            | G      | V      | P      |
| ------------ | ----- | ------- | ------- | ------- | ------------ | ------------ | ------------ | ------ | ------ | ------ |
| LVSF         | 31    | -       | -       | -       | -            | -            | -            | 28     | 9      | 19     |
| Totale       | -     | -       | -       | -       | -            | -            | -            | 28     | 9      | 19     |

G = partite giocate; V = partite vinte; P = partite perse